# علم عادي
علم عادي هو مصطلح تم تحديده بالتفصيل في كتاب بنية الثورات العلمية بواسطة توماس صامويل كون، ويُعرَّف بأنه الأعمال العادية التي يقوم بها العلماء مثل المناظرات و المراقبة  والتجارب داخل نموذج أو إطار تفسيري، أو كحل لألغاز، كما أوضح  توماس صامويل كون أن العلم العادي يراكم ببطء من خلال تفاصيل نظرية ما، دون تحدي الافتراضات الأساسية لتلك النظرية.